# Parque natural de la Península de Levante
El parque natural de la Península de Levante (en mallorquín Parc natural de sa Península de Llevant) es un espacio natural protegido español situado en el noreste de la isla española de Mallorca, comunidad autónoma de las Islas Baleares, en la comarca del Levante. Posee 21 507 hectáreas terrestres y marinas. Se le considera como un área natural de especial interés y una zona especial de protección de las aves.

## Geografía
Cuando fue fundado en el año 2001 consistió en el parque natural de la Península del Este (Levante), con un área de 21 507 hectáreas, de las cuales 16 232 hectáreas eran terrestres y 5275 hectáreas eran de área marina. La ampliación del parque natural mediante el Decreto 8/2023 de 20 de febrero, incluye casi toda la península de Artá, en los municipios de Artá, Capdepera, Son Servera, hasta e incluyendo pequeñas áreas de la de San Lorenzo del Cardezar, Manacor y Santa Margarita.[cita requerida] Se van desde el Cap de Ferrutx, en el norte de la península, hasta Punta de n'Amer, en el sur, y el Torrent de na Borges, en Son Serra de Marina, en el oeste hasta el punto más oriental de Mallorca, la Punta de Capdepera.[cita requerida]

## Flora

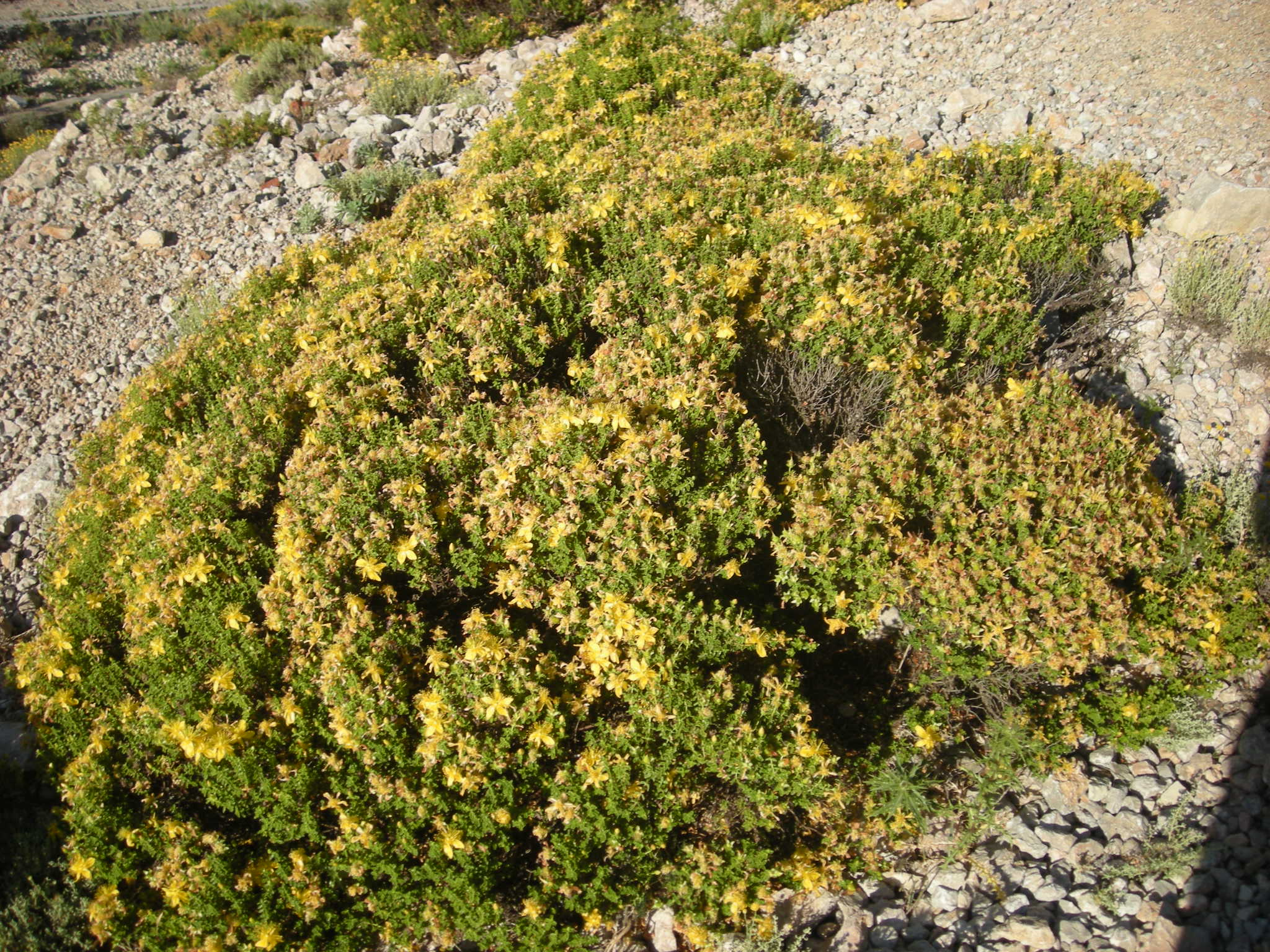
Arbustos de Hypericum.balearicum, una planta endémica de la zona.

Se ha producido el desarrollo de una vegetación dependiendo del fuego, después de que esta zona fue quemada muchos años para la regeneración de pastos. Las condiciones climáticas son favorables al desarrollo de los encinares y se encuentran en vaguadas y zonas donde la acción del fuego no ha llegado. El resto del parque muestra la siguiente vegetación dominada por carrizo y el palmito.

## Fauna
Es de especial importancia las poblaciones de tortuga mediterránea. Entre las aves, hay colonias de gaviota de Audouin y cormorán, y también aves nidificantes en los humedales de Canyamel. Entre las rapaces, hay una población importante de halcón de Eleonor y de gavilán. En cambio, hay pocos ejemplares de águila pescadora y de alimoche.